# Ius communicativum
Ius communicativum (łac.) – prawo w dawnej Rzeczypospolitej, na mocy którego żona zmarłego dzierżawcy dóbr królewskich przejmowała dzierżawę. Aby ius communicativum mogło zostać spełnione, przywilej nadania dzierżawy musiał obejmować męża jak i żonę.
Ius communicativum nie mogło być stosowane w dzierżawionych szlachcie starostwach grodowych, gdyż z dzierżawieniem tych starostw wiązała się konieczność sprawowanie urzędu starosty w grodzie. Kobiety nie mogły również korzystać z prawa ius communicativum w starostwach pogranicznych w województwie ruskim i podolskim ze względu na obowiązek organizowania obrony nałożony na dzierżawców tych starostw.
Ustawa z 1662 r. zakazywała kobietom posiadania więcej niż dwóch starostw, których tytuł prawny oparty był na dożywotnim użytkowaniu, zwanym dożywociem (łac. advitalitium).